# Boliviana (documental)
Boliviana es un documental de carácter social dirigido por el español Mariano Agudo estrenado en 2015. Narra la situación de las mujeres de Bolivia a través de la historia de cuatro mujeres: Gabriela Quispe Pilco, Nina Uma, María Galindo, y Casilda Choque. 

## Sinopsis
El documental de 53 minutos de duración explora la historia de Bolivia y sus mujeres. Gabriela Quispe es una niña que cubre su rostro para no ser reconocida cuando trabaja como limpiadora de zapatos en las calles de la capital, Nina Uma tiene una larga trayectoria como activista cultural y cantante de rap desde El Alto uno de los puntos de referencia de la lucha de la población indígena, María Galindo, cofundadora del colectivo Mujeres Creando ha decidido presentarse a las elecciones legislativas y el documental la sigue mientras hace campaña en las calles de La Paz, Casilda Choque es minera y se adentra cada día a 100 metros de profundidad para sobrevivir.

## Equipo técnico y artístico
- Dirección: Mariano Agudo
- Producción: Intermedia Producciones
- Guion: Chaska Mori - Mariano Agudo
- Producción ejecutiva: Miguel Paredes
- Música: Enrique de Justo - Las Buenas Noches - Coco Carmona - Nina Uma
- Fotografía: Mariano Agudo
- Sonido: María Elena Solares - Carlos Pérez
- Documentación: Chaska Mori
- Dirección de fotografía: Mariano Agudo
- Diseño: Kiko Romero
- Reparto: Gabriela Quispe, Nina Uma, María Galindo, Casilda Choque

## Premios y reconocimientos
- Festival de Cine Europeo de Sevilla 2015
- Premio Panorama Andaluz del Festival de Málaga
- Mejor Documental Asecan Premios del Cine Andaluz 2016[2]